# О’Грэйди, Дайан
Дайан О’Грэйди (англ. Diane O'Grady; род. 23 ноября 1967, Норт-Бей, Онтарио) — канадская гребчиха, выступавшая за сборную Канады по академической гребле во второй половине 1990-х годов. Бронзовая призёрка летних Олимпийских игр в Атланте, чемпионка Панамериканских игр в Мар-дель-Плате, обладательница серебряной медали чемпионата мира, победительница и призёрка многих регат национального значения.

## Биография
Дайан О’Грэйди родилась 23 ноября 1967 года в городе Норт-Бей провинции Онтарио, Канада.
Занималась академической греблей во время учёбы в Великобритании, состояла в гребном клубе лондонского боро Кингстон-апон-Темс.
Первого серьёзного успеха на взрослом международном уровне добилась в сезоне 1995 года, когда вошла в основной состав канадской национальной сборной и побывала на чемпионате мира в Тампере, откуда привезла награду серебряного достоинства, выигранную в зачёте парных четвёрок — пропустила вперёд только экипаж из Германии. Также в этом сезоне в парных двойках и четвёрках одержала победу на Панамериканских играх в Мар-дель-Плате. Впоследствии была лишена одной из выигранных золотых медалей, поскольку её партнёрша Силкен Лауман провалила сделанный во время соревнований допинг-тест.
Благодаря череде удачных выступлений удостоилась права защищать честь страны на летних Олимпийских играх 1996 года в Атланте. Совместно с партнёршами Лариссой Бизенталь, Кэтлин Хеддл и Марни Макбин показала третий результат в парных четвёрках, уступив командам из Германии и Украины — тем самым завоевала бронзовую олимпийскую медаль.
После атлантской Олимпиады О’Грэйди ещё в течение некоторого времени оставалась в составе гребной команды Канады и продолжала принимать участие в крупнейших международных регатах. Так, 1997 году в парных четвёрках она показала шестой результат на этапе Кубка мира в Люцерне и на мировом первенстве в Эгбелете. Кроме того, выступила на этапе Кубка мира в Мюнхене, но здесь в той же дисциплине сумела квалифицироваться лишь в утешительный финал B. Вскоре по окончании этого сезона приняла решение завершить спортивную карьеру.